# Alabagrus combos
Alabagrus combos är en stekelart som beskrevs av Leathers och Michael J. Sharkey 2003. Alabagrus combos ingår i släktet Alabagrus och familjen bracksteklar. Inga underarter finns listade i Catalogue of Life.